# Fly away (Teach-In)
Fly away is een single van Teach-In met op de hoes een foto van een Martinair-vliegtuig. Deze vierde single is afkomstig van hun album Roll along (album met een hoes van Ronnie Hertz). Eerdere singles waren Can’t be so bad, Spoke the lord creator en So easy to sing, die geen hitsucces hadden. Het was dus de eerste single van Teach-In met een hitparadenotering. De single vermeldde als enige schrijver Gerard Stellaard, het album vermeldde Stellaard en Bill van Dijk. De single kwam in de schaduw te staan van het latere Teach-In-succes Ding-a-dong en heeft mede daardoor nimmer een positie in de Radio 2 Top 2000 gehaald.
De B-kant werd gevormd door Bye bye bye van A. Brikoos (Eddy Ouwens) en Ad van Olm, dat op hetzelfde album staat. Opnamen vonden plaats in de Soundpush Studio in Blaricum.

## Musici
- Getty Kaspers –zang
- Chris de Wolde – gitaar
- John Gaasbeek – basgitaar, toetsinstrumenten
- Koos Versteeg – toetsinstrumenten, accordeon
- Ruud Nijhuis – slagwerk, percussie

## Lijsten

### Nederlandse Top 40
| Hitnotering: week 12/1974 t/m 21/1974 | Hitnotering: week 12/1974 t/m 21/1974 | Hitnotering: week 12/1974 t/m 21/1974 | Hitnotering: week 12/1974 t/m 21/1974 | Hitnotering: week 12/1974 t/m 21/1974 | Hitnotering: week 12/1974 t/m 21/1974 | Hitnotering: week 12/1974 t/m 21/1974 | Hitnotering: week 12/1974 t/m 21/1974 | Hitnotering: week 12/1974 t/m 21/1974 | Hitnotering: week 12/1974 t/m 21/1974 | Hitnotering: week 12/1974 t/m 21/1974 | Hitnotering: week 12/1974 t/m 21/1974 |
| Week:                                 | 1                                     | 2                                     | 3                                     | 4                                     | 5                                     | 6                                     | 7                                     | 8                                     | 9                                     | 10                                    |                                       |
| ------------------------------------- | ------------------------------------- | ------------------------------------- | ------------------------------------- | ------------------------------------- | ------------------------------------- | ------------------------------------- | ------------------------------------- | ------------------------------------- | ------------------------------------- | ------------------------------------- | ------------------------------------- |
| Positie:                              | 25                                    | 14                                    | 7                                     | 6                                     | 5                                     | 6                                     | 7                                     | 15                                    | 26                                    | 36                                    | uit                                   |

### NederlandseNationale Hitparade
| Hitnotering: 23-03-1974 t/m 24-05-1974 | Hitnotering: 23-03-1974 t/m 24-05-1974 | Hitnotering: 23-03-1974 t/m 24-05-1974 | Hitnotering: 23-03-1974 t/m 24-05-1974 | Hitnotering: 23-03-1974 t/m 24-05-1974 | Hitnotering: 23-03-1974 t/m 24-05-1974 | Hitnotering: 23-03-1974 t/m 24-05-1974 | Hitnotering: 23-03-1974 t/m 24-05-1974 | Hitnotering: 23-03-1974 t/m 24-05-1974 | Hitnotering: 23-03-1974 t/m 24-05-1974 | Hitnotering: 23-03-1974 t/m 24-05-1974 |
| Week:                                  | 1                                      | 2                                      | 3                                      | 4                                      | 5                                      | 6                                      | 7                                      | 8                                      | 9                                      |                                        |
| -------------------------------------- | -------------------------------------- | -------------------------------------- | -------------------------------------- | -------------------------------------- | -------------------------------------- | -------------------------------------- | -------------------------------------- | -------------------------------------- | -------------------------------------- | -------------------------------------- |
| Positie:                               | 24                                     | 13                                     | 6                                      | 6                                      | 6                                      | 6                                      | 9                                      | 16                                     | 27                                     | uit                                    |

### BRT Top 30
| Hitnotering: 13-04-1974 t/m 14-06-1974 | Hitnotering: 13-04-1974 t/m 14-06-1974 | Hitnotering: 13-04-1974 t/m 14-06-1974 | Hitnotering: 13-04-1974 t/m 14-06-1974 | Hitnotering: 13-04-1974 t/m 14-06-1974 | Hitnotering: 13-04-1974 t/m 14-06-1974 | Hitnotering: 13-04-1974 t/m 14-06-1974 | Hitnotering: 13-04-1974 t/m 14-06-1974 | Hitnotering: 13-04-1974 t/m 14-06-1974 | Hitnotering: 13-04-1974 t/m 14-06-1974 | Hitnotering: 13-04-1974 t/m 14-06-1974 |
| Week:                                  | 1                                      | 2                                      | 3                                      | 4                                      | 5                                      | 6                                      | 7                                      | 8                                      | 9                                      |                                        |
| -------------------------------------- | -------------------------------------- | -------------------------------------- | -------------------------------------- | -------------------------------------- | -------------------------------------- | -------------------------------------- | -------------------------------------- | -------------------------------------- | -------------------------------------- | -------------------------------------- |
| Positie:                               | 16                                     | 17                                     | 11                                     | 10                                     | 10                                     | 9                                      | 10                                     | 24                                     | 13                                     | uit                                    |